# 吉田元陳
吉田 元陳（よしだ  げんちん、享保13年（1728年） - 1795年（寛政7年））は、日本の江戸時代中期に活躍した鶴澤派（狩野派の一派）の絵師。

## 略伝
鶴澤探鯨の門人。諱は守清。京都の豪商・角倉家の縁者とされる。1757年（宝暦7年）に法橋に上る。翌年から禁裏の御用を勤め、閏月の御月扇を進上している。1771年（明和8年）御所の太宋御屏風を制作。1777年（安永6年）法眼位を得る。探鯨の息子・探索と寛政度禁裏御所障壁画制作に参加した。跡は息子の吉田大炊（元椿）が継いだ。弟子は木村元城、杉山元春、谷川元庸、吉城元陵など数多いものの、その活動については殆ど不明である。

## 作品
| 作品名               | 技法         | 形状・員数  | 寸法（縦x横cm）   | 所有者                     | 年代                | 落款・印章               | 備考             |
| -------------------- | ------------ | ----------- | ----------------- | -------------------------- | ------------------- | ------------------------ | ---------------- |
| 近江八景画巻         | 絹本著色     | 1巻         | 30.4x355.1        | 個人                       | 1757-77年（法橋期） |                          |                  |
| 近江八景図           | 紙本著色     | 六曲一双    |                   | 滋賀県立琵琶湖文化館       |                     |                          |                  |
| 群鶴図屏風           | 紙本金地著色 | 六曲一双    | 155.0x360.0（各） | 個人（京都国立博物館寄託） | 法眼期              | 各隻に款記「法眼元陳筆」 |                  |
| 曲水の宴図屏風       | 紙本金地著色 | 六曲一双    |                   | 城南宮                     |                     |                          |                  |
| 四季淀・保津川図屏風 |              |             |                   | 個人                       |                     |                          |                  |
| 人物図               | 紙本墨画     | 襖6面床貼付 |                   | 正法寺 (八幡市)            |                     |                          |                  |
| 亥猪之日図           | 絹本著色     |             |                   | 法人                       | 1780年（安永9年）   |                          |                  |
| 上林禅寺本堂障壁画   |              | 襖34面      |                   | 上林禅寺                   | 1791年（寛政3年）   |                          | 綾部市指定文化財 |
| 胡人狩猟図巻         | 紙本著色     | 1巻         | 35.3              | 三の丸尚蔵館               |                     |                          |                  |
| 墓場の幽霊図         | 紙本著色     | 1幅         | 45.7x17.5         | 福岡市美術館               |                     |                          |                  |